# 王妃
王妃（おうひ）は、王の正妃（第一夫人）のことである。君主としての王の妃の意味で用いられる場合と、諸侯または皇族としての王の妃の称号として用いられる場合がある。ヨーロッパの諸言語では前者の意味の王妃と、自身が君主である女王また妻である王后に同じ単語が用いられる。英語を例に挙げると、queen で両者を共に意味し、区別する場合には王妃を queen consort 、女王を queen regnant と呼び分ける。

## 現在の主要各国の王妃
- 順序は配偶者の王の即位順

| 名                       | 国           | 齢   | 備考                       |
| ------------------------ | ------------ | ---- | -------------------------- |
| サレハ                   | ブルネイ     | 77歳 |                            |
| シルヴィア               | スウェーデン | 81歳 | 元オリンピックコンパニオン |
| ソニア                   | ノルウェー   | 87歳 |                            |
| マセナテ                 | レソト       | 48歳 |                            |
| ラーニア                 | ヨルダン     | 54歳 | 元銀行員                   |
| ラーラ・サルマ           | モロッコ     | 46歳 | 元エンジニア               |
| ジェツン・ペマ           | ブータン     | 34歳 |                            |
| ナナシパウウ             | トンガ       | 71歳 |                            |
| マクシマ                 | オランダ     | 53歳 | 元銀行員                   |
| マティルド               | ベルギー     | 52歳 | 伯爵家出身 元言語聴覚士    |
| レティシア               | スペイン     | 52歳 | 元ジャーナリスト           |
| カミラ                   | イギリス     | 77歳 |                            |
| メアリー                 | デンマーク   | 53歳 | 元会社員                   |
| ラジャ・ザリス・ソフィア | マレーシア   | 65歳 |                            |